# Бернабо Бреа, Луиджи

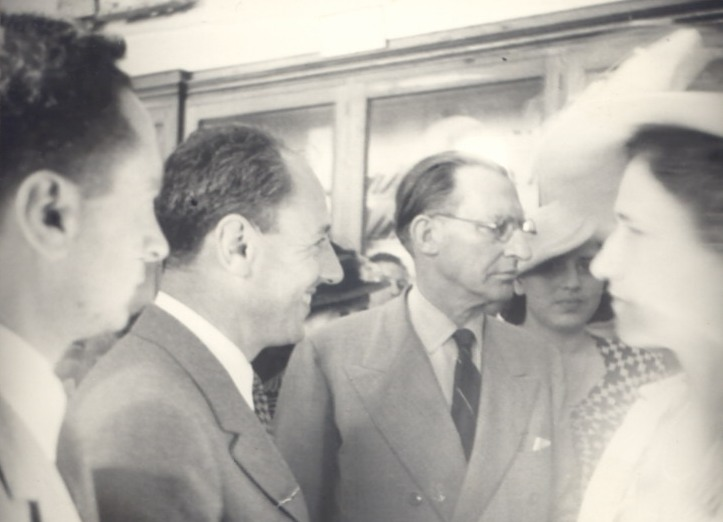
Бернабо Бреа (в центре) вместе с премьер-министром Альчиде Де Гаспери в 1948 году на инаугурации музея г. Сиракузы.

Луи́джи Бернабо́ Бре́а (итал. Luigi Bernabò Brea; 27 сентября 1910, Генуя — 4 февраля 1999, Липари) — итальянский археолог. Специализировался в археологии классической античности и доисторической Сицилии, в частности, Эолийских островов. В течение многих лет руководил Эолийским археологическим музеем на Липари, который в настоящее время носит его имя.
Первоначально занимался доисторическим периодом Лигурии. Один из первых сторонников стратиграфического метода, который он применил при раскопках пещеры Арене-Кандиде в коммуне Финале-Лигуре. Его исследования внесли вклад в типологическое определение археологических горизонтов неолита на территории Италии и всего Средиземноморья.
В течение 30 лет занимал должность суперинтеданта древностей Восточной Сицилии. Его заслугой является определение хронологической корреляции между цивилизациями Восточного и Западного Средиземноморья. Его труды во многом основываются на результатах двух серий раскопок — лигурийской пещеры Арене-Кандиде и акрополя Липари, в ходе которых была выявлена настолько полная стратиграфическая последовательность, что она позволила заполнить лакуны при изучении других регионов Италии и Средиземноморья.